# Luca Stanga
Luca Stanga (* 23. Januar 2002 in Brescia) ist ein italienischer Fußballspieler.

## Spielerkarriere
Stanga wuchs in Moscazzano auf und begann dort mit dem Fußballspielen. Bereits im Alter von 6 Jahren wechselte er in die Jugendabteilung der AC Mailand und durchlief dort alle Altersstufen. Während seiner Zeit in der U19-Altersklasse wurde er Ende März 2021 erstmals in den Spieltagskader der 1. Mannschaft für das Ligaspiel gegen die AC Florenz einberufen, blieb dabei aber ohne Einsatz. Ein Jahr später folgten im Januar 2022 weitere Nominierungen in den Spieltagskader, da die Abwehrspieler Davide Calabria, Simon Kjær, Alessio Romagnoli und Fikayo Tomori krankheits- bzw. verletzungsbedingt ausfielen. Dabei wurde Stanga am 9. Januar 2022 beim Ligaspiel gegen den FC Venedig für Alessandro Florenzi eingewechselt und debütierte dadurch für die Mailänder. Im Laufe der Saison 2021/22 kamen keine weiteren Einsätze dazu und die AC Mailand konnte am Ende der Spielzeit die italienische Meisterschaft gewinnen.
Anfang August 2022 wechselte Stanga in die Serie C zu Calcio Lecco und unterschrieb dort einen Vertrag bis Sommer 2024. Erstmals für Lecco spielte er am 5. Oktober 2022 beim Pokalspiel gegen die 2. Mannschaft von Juventus Turin. Sein erster Einsatz in der Liga folgte erst Ende Januar 2023 gegen Pro Sesto 1913. Während er in der regulären Saison nur auf vier Ligaeinsätze kam, folgten in den Play-offs im Mai 2023 noch fünf weitere Kurzeinsätze. In den Play-offs setzten sich Calcio Lecco und Stanga im Finale gegen Foggia Calcio durch und stiegen damit in die Serie B auf.
Stanga verblieb in der Serie C und schloss sich leihweise dem Rimini Football Club 1912 an. In seinem ersten halben Jahr dort spielte er im Pokal und in der Liga insgesamt nur neunmal, wovon er sechsmal in der Startelf gestanden hatte. Daraufhin wurde die Leihe Anfang Februar 2024 vorzeitig beendet und Stanga zog leihweise weiter zur SS Juve Stabia. Bei seinem neuen Verein spielte er überhaupt keine Rolle und stand nur am letzten Spieltag der Saison für 10 Minuten auf dem Spielfeld. Juve Stabia beendete die Saison 2023/24 auf dem 1. Tabellenplatz und stieg damit als Drittligameister in die Serie B auf.
Nach der Leihe kehrte Stanga zu seinem Stammverein Calcio Lecco zurück, welcher mittlerweile wieder in die Serie C abgestiegen war. Für den Verein bestritt er dreizehn Ligaspiele in der Saison 2024/25 und wechselte im Anschluss zu Aufsteiger Celle Varazze in die Serie D.

## Erfolge
- Italienischer Meister: 2021/22 (AC Mailand)
- Italienischer Drittligameister: 2023/24 (SS Juve Stabia)
- Aufstieg in die 1. Liga: 2019/20 (AC Mailand U19)
- Aufstieg in die 2. Liga: 2022/23 (Calcio Lecco), 2023/24 (SS Juve Stabia)